# CR花札物語
『CR花札物語』（シーアールはなふだものがたり）は、2010年8月に平和から販売されたパチンコ機である。

## 概要
同社のいわゆる「物語シリーズ」の一つとなるパチンコ機として開発された。

## 遊技方法
1. まず左打ちで盤面中央のスルーチャッカーを通し、抽選により普通図柄を当選させる（確率1/99.7）。
2. 1.により、「蘭チャンス」を獲得するための演出「蘭チャンスチャレンジ」が開始する。液晶の指示に従い、盤面右下の普通電役に右打ちで入賞させることで（ほぼ1/1の確率で）特別図柄が当選する。
3. 2.で時短がある（時短100回）特別図柄に当選すると「蘭チャンス」に突入する。時短のない図柄に当選した場合は1.に戻る（「蘭チャンスチャレンジ」終了）。但し、通常電サポ無しの状態から数えて10回連続時短のない図柄に当選した場合は天井機能により、11回目に必ず時短がある図柄に当選する（「蘭チャンス」もしくは「チャレンジボーナス」に突入）。
4. 「蘭チャンス」もしくは「チャレンジボーナス」中は、盤面右下の普通電役に右打ちで入賞させることで（ほぼ1/1の確率で）特別図柄が当選する。これを確変リミッターに到達するまで繰り返す。
5. 確変リミッターに到達した場合、60%の確率で「継続」となり、再び4.を繰り返す。「終了」の場合は1.に戻る。

## スペック

### CR花札物語L9
- 特別図柄
  - （低確率・高確率）：1/1
- 普通図柄
  - （電サポ無し）：1/99.7
  - （電サポ有り）：1/1
- 賞球数 - 3&6&9&10
- ラウンド数 - 2ラウンド
- カウント数 - 普電8カウント・特電1カウント
- 確変突入率 - 97%
- 確変リミッター - 15回
- 時短 - 0回 or 100回
- 大当たり時の出玉 - 約60個
- 大当たり振り分け
  - （通常電サポ無し時）2ラウンド確変（時短100回）：47%　2ラウンド確変（時短0回）：50%　2ラウンド通常（時短100回）：3%
  - （確変電サポ無し時）2ラウンド確変（時短100回）：48%　2ラウンド確変（時短0回）：49%　2ラウンド通常（時短100回）：3%
  - （確変電サポ無し、かつ10連続確変当選時（天井））2ラウンド確変（時短100回）：97%　2ラウンド通常（時短100回）：3%
  - （電サポあり、かつリミッター未到達時）2ラウンド確変（時短100回）：97%　2ラウンド通常（時短100回）：3%
  - （電サポあり、かつリミッター到達時）2ラウンド通常（時短0回）：40%　2ラウンド通常（時短100回）：60%